# Waldspitzmaus
Die Waldspitzmaus (Sorex araneus) ist ein Säugetier aus der Familie der Spitzmäuse. Sie besiedelt große Teile Europas und das nördliche Asien.

## Kennzeichen
Die Kopf-Rumpf-Länge beträgt 65 bis 85 mm, die Schwanzlänge 35 bis 47 mm und das Gewicht 6,5 bis 14,3 g. Die Oberseite ist schwarzbraun, die Flanken sind hellbraun und die Unterseite ist grau. Bei jungen Tieren ist die Oberseite heller und der Übergang zur hellen Flankenfärbung fließend.
Die nah verwandte, auch im westlichen Mitteleuropa weit verbreitete Schabrackenspitzmaus ist im Durchschnitt etwas kleiner. Bei ihr ist die dunkelbraune Rückenfärbung zumeist schmaler und kontrastiert deutlicher zur hellbraunen Flankenfärbung. Bei beiden Arten variiert aber die Körpergröße und die Färbung der Exemplare deutlich, und so gibt es letztlich keine sicheren äußerlichen Unterscheidungsmerkmale. Sicher erkennbar sind sie nur mittels genetischer Untersuchung und geringfügigen Unterschieden am skelettierten Schädel. Das gilt im mitteleuropäischen Raum auch für die in der südlichen Schweiz vorkommende, sehr nah verwandte Walliser Waldspitzmaus. Die Zwergspitzmaus ist kleiner, die Oberseitenfärbung nicht deutlich zweifarbig, sondern graubraun, der Schwanz proportional länger und recht auffallend verdickt. Ihre Augen sind proportional noch kleiner. Alpen-, Wasser- und Sumpfspitzmaus haben ein schwarzes bis schwarzgraues Fell, die beiden letzteren Arten sind auch deutlich größer und kräftiger. Die nur entfernt verwandten heimischen Weißzahnspitzmäuse, also die Feld-, Haus- und Gartenspitzmaus, unterscheiden sich von der Waldspitzmaus unter anderem durch die nicht von Haaren verdeckten Ohrmuscheln, den weißen statt dunkelbraunen Zahnspitzen und den vereinzelten langen, abstehenden Haaren am Schwanz.

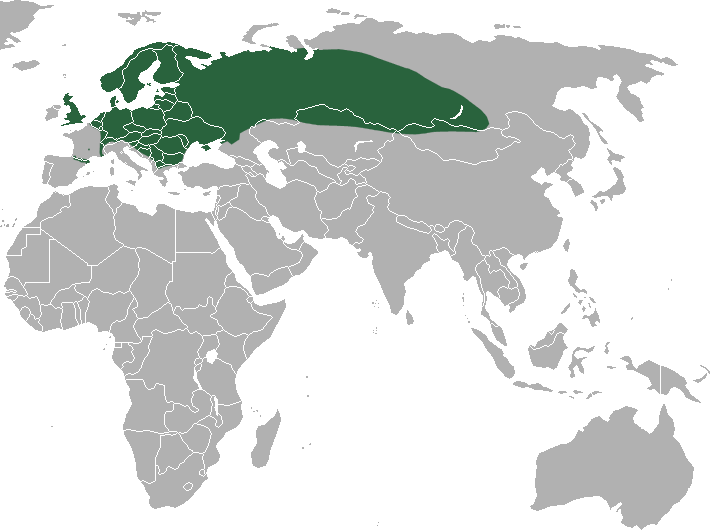
Verbreitungsgebiet der Waldspitzmaus

## Verbreitung
Das Verbreitungsgebiet der Waldspitzmaus umfasst Mittel-, Ost- und Nordeuropa sowie Teile Asiens und reicht nach Osten bis zum Baikalsee und zum Himalaya. In Frankreich und auf der Iberischen Halbinsel gibt es nur isolierte Vorkommen im Zentralmassiv und in den Pyrenäen; dort wird die Art ansonsten von der Schabrackenspitzmaus ersetzt. Die Waldspitzmaus fehlt außerdem in Irland und weitestgehend im Mittelmeerraum, wo die Vorkommen, ebenso wie in Südosteuropa, auf Gebirgsregionen beschränkt sind.

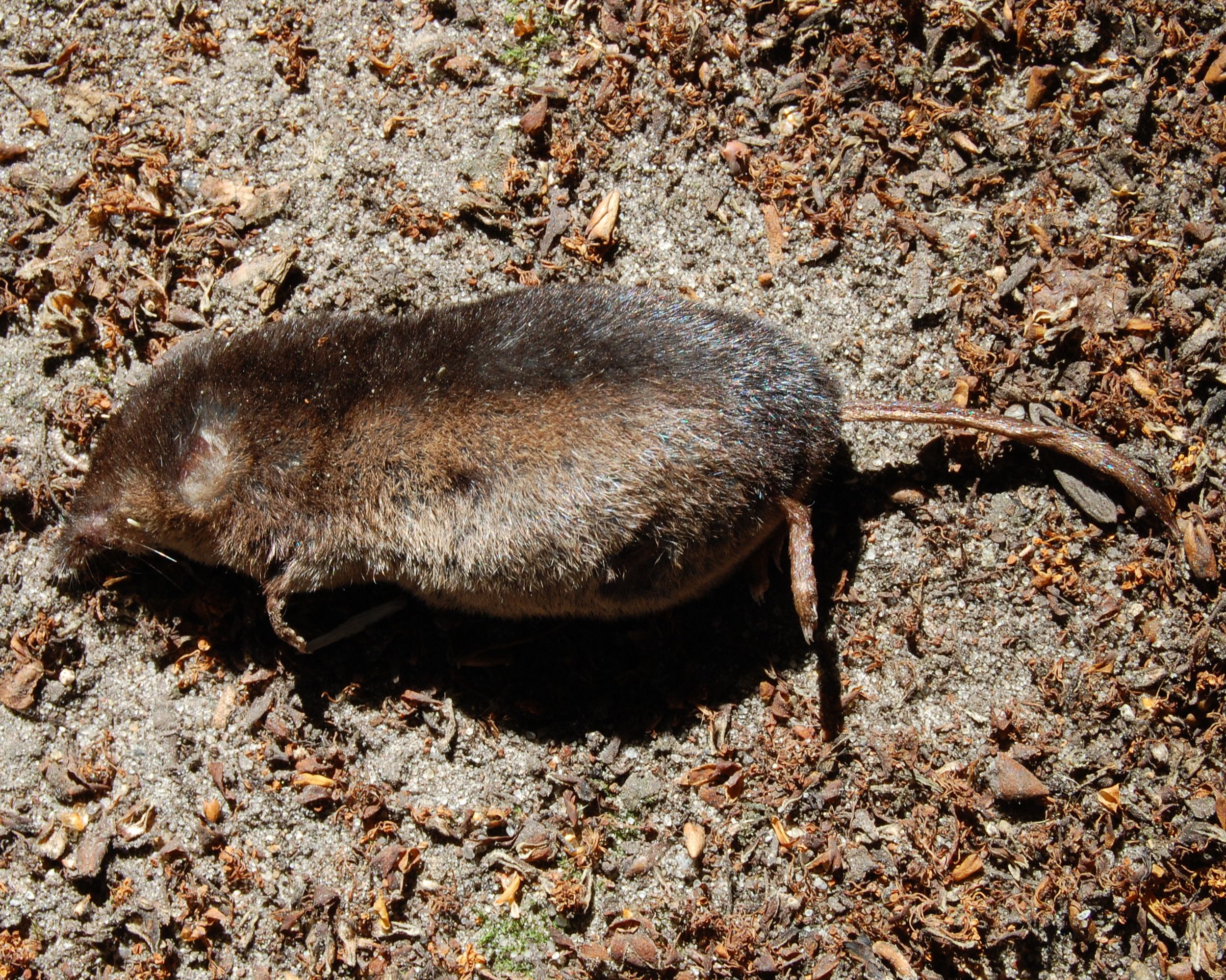
Waldspitzmaus, Totfund. Gut erkennbar ist die dreifarbige Behaarung der Körperseite.

## Lebensraum
Die Waldspitzmaus erreicht die höchsten Dichten in feuchten Wäldern und in Feuchtwiesen, besiedelt aber auch fast alle anderen Landlebensräume bis hin zu Felsspalten und Sanddünen.

## Lebensweise

### Fortpflanzung
Die Tiere sind tag- und nachtaktiv. Die Ernährung besteht vor allem aus Regenwürmern, Insekten und deren Larven sowie Schnecken, selten werden auch kleine Wirbeltiere gefressen. Die Fortpflanzung findet von April bis Oktober statt, die meisten Würfe werden im Frühjahr und Frühsommer geboren. Ein Weibchen hat zwei bis vier Würfe im Jahr, die jeweils 1 bis 11, meist 4 bis 7 Junge umfassen. Die frisch geborenen, sehr unreifen Jungtiere wiegen nur 0,4 Gramm. Die Augen öffnen sich im Alter von 20 bis 22 Tagen, nach 30 Tagen sind die Jungtiere selbstständig. Die Tiere werden im Freiland maximal 16 Monate alt.

### Reduzierung der Größe im Winter
Zum Winter hin, ab etwa August, reduzieren Waldspitzmäuse ihre Größe und ihr Gewicht um Energie zu sparen. Dies ist notwendig, da sie durch ihre hohe Stoffwechselrate einen hohen Energiebedarf haben und weder Winterschlaf noch Winterruhe halten. Die Schrumpfung betrifft das Gehirn und die Schädelkapsel, sowie Organe, einschließlich der Leber, der Milz und dem Darm, die alle an Gewicht und Größe verlieren. Im Frühjahr legen die Tiere zwar wieder an Größe und Masse zu, erreichen jedoch nicht mehr die volle Größe, die sie vor dem Schrumpfungszyklus hatten.
Durch Forschungen des polnischen Zoologen August Dehnel ist (seit deren Publikation im Jahr 1949 als Dehnel-Effekt) bekannt, dass der Körper dieser Insektenfresser saisonal, zum Winter hin, um 15 bis zu 20 Prozent schrumpft, um nach dem Winter wieder zu wachsen. Entgegen der Bergmann-Regel kommen damit die Tiere besser durch eine Zeit mit kargerem Nahrungsangebot. Durch einen aufwändigen Feldversuch wurden Dehnels Erkenntnisse 2016 von einem Forscherteam des Max-Planck-Instituts für biologische Intelligenz in einem Freilandversuch bestätigt.

## Giftigkeit
Zoologisch namensgebend für die Waldspitzmaus mit der Bezeichnung Sorex araneus, wobei sorex Spitzmaus und araneus Kreuzspinnen bedeutet, war für Carl von Linné der Volksglaube, dass ihr Biss zwar nicht ernsthaft giftig, aber mit dem der Gartenkreuzspinne vergleichbar sei.
Die vermutete Giftigkeit der Waldspitzmaus konnte wissenschaftlich lange nicht bestätigt werden und wurde auf eine Verwechslung mit der bekanntermaßen giftigen Wasserspitzmaus zurückgeführt. Erst seit dem 21. Jahrhundert steht fest, dass die Waldspitzmaus tatsächlich mit ihrem Biss auch eine für kleine Wirbeltiere hämolytisch wirkende Giftmischung applizieren kann. Fünf Giftkomponenten wurden aus den Speicheldrüsen der Waldspitzmaus identifiziert: Proenkephalin, Kallikrein 1-related Peptidase (PLA2), beta-Defensin, Disintegrin und Metalloproteinase Domain-containing Protein (ADAM) und Lysozym C, sowie ungiftige Hyaluronidase. Sowohl PLA2, als auch ADAMs scheinen Erythrozyten von Braunfröschen zu hämolysieren.
Die meisten giftigen Säugetiere gehören zur Ordnung der Insektenfresser, aber giftige Vertreter wurden bisher nur unter Spitzmäusen und Schlitzrüsslern gefunden. Die phylogenetische Verteilung des Giftes innerhalb der rezenten Säugetiere deutet darauf hin, dass sich das Gift bei den Insektenfressern dreimal unabhängig voneinander entwickelt hat.

## Bestand und Gefährdung
Die Waldspitzmaus ist als die häufigste Spitzmaus in Mitteleuropa und in Deutschland ungefährdet; der Weltbestand ist laut IUCN ebenfalls ungefährdet.